# Peristernia angulata
Peristernia angulata là một loài ốc biển, là động vật thân mềm chân bụng sống ở biển trong họ Fasciolariidae.